# Luis Cartín Paniagua
Luis Alfredo Cartín Paniagua (San José, Costa Rica, 25 de octubre de 1914 - Ibidem, 4 de enero de 1999) fue un exentrenador, comentarista deportivo y Periodista costarricense. Es miembro de la Galería Costarricense del Deporte desde 1988.

## Trayectoria
Incursionó como director técnico con el Ángeles de la Tercera División de Costa Rica, en 1938 logró obtener el título. Después tuvo su paso con el Orión FC de la máxima categoría costarricense con el que obtuvo el título en 1944 de manera invicta, dos años después obtuvo su segundo título de la Primera División de Costa Rica con el Club Sport La Libertad en 1946. En 1951 tuvo el cargo como asistente técnico de la selección de Costa Rica junto a Ricardo Saprissa en los Juegos Panamericanos de 1951 con sede en Argentina, la tricolor alcanzó la medalla de plata tras sumar cuatro partidos, en los cuales logró dos triunfos, un empate y una derrota.
En 1959, ya como periodista, viajó junto al Saprissa en la gira alrededor del mundo y repitió en 1960 junto a Alajuelense, equipo que realizó también la travesía.
Fue comentarista deportivo en los mundiales de Chile 1962, México 1970, Alemania 1974, y Argentina 1978.
Fue director propietario de la revista “Deportes en Costa Rica”, por 20 años, y como encargado de la sección deportiva del diario “La República" durante cuatro décadas.
En el año 1957, fue galardonado con el "Micrófono de Oro" de la Cabalgata Deportiva Gillette, que se le entregaba al mejor locutor deportivo del área de latinoamericana. En 1976 obtuvo el premio de periodismo Pío Víquez.
Durante muchos años fue miembro del Círculo de Periodistas y Locutores Deportivos de Costa Rica, institución que presidió durante 14 años. Se retiró en 1984. Ingresó a la Galería Costarricense del Deporte en 1988.
Después de años de sufrir diabetes y problemas en la próstata, falleció de un paro cardíaco en los brazos de su esposa Emilia Sánchez, de acuerdo con sus deseos se le puso una corbata que tuviera una bola de futbol y el saco de una de las delegaciones olímpicas en las que participó, su cuerpo fue enterrado en el Cementerio General de San José.
El comentarista Javier Rojas, quién lo conoció cuando este ya estaba consolidado en el micrófono, dijo: 

no hay duda de que es una dolorosa pérdida, yo tuve la oportunidad de seguir de cerca su brillante carrera. Lo conocí cuando yo apenas me iniciaba y él ya era un consagrado, uno de los mejores del país.

Siempre se distinguió por los logros que alcanzó desde su carrera, por su estilo propio. Puedo decir que él estableció un estilo único en la narración.

## Clubes

### Entrenador
| Club                    | País       | Año  |
| ----------------------- | ---------- | ---- |
| Los Ángeles             | Costa Rica | ?    |
| Orión FC                | Costa Rica | ?    |
| Club Sport La Libertad  | Costa Rica | 1946 |
| Selección de Costa Rica | Costa Rica | 1951 |

## Palmarés

### Como entrenador

#### Títulos nacionales
| Título                         | Club                   | País       | Año  |
| ------------------------------ | ---------------------- | ---------- | ---- |
| Tercera División de Costa Rica | Los Ángeles            | Costa Rica | 1938 |
| Primera División de Costa Rica | Orión FC               | Costa Rica | 1944 |
| Primera División de Costa Rica | Club Sport La Libertad | Costa Rica | 1946 |

### Distinciones individuales
| Distinción                                      | Año  |
| ----------------------------------------------- | ---- |
| Micrófono de Oro                                | 1957 |
| Periodismo Pío Víquez                           | 1976 |
| Miembro de la Galería Costarricense del Deporte | 1988 |